# Menierood zuringspitsmuisje
Het menierood zuringspitsmuisje (Apion frumentarium) is een snuitkever uit de familie van de spitsmuisjes (Brentidae). De helderrode volwassen kever heeft een lichaamsgrootte van minder dan 4,5 millimeter. Voor de eiafzet worden veldzuring of andere zuringsoorten als waardplant gebruikt.

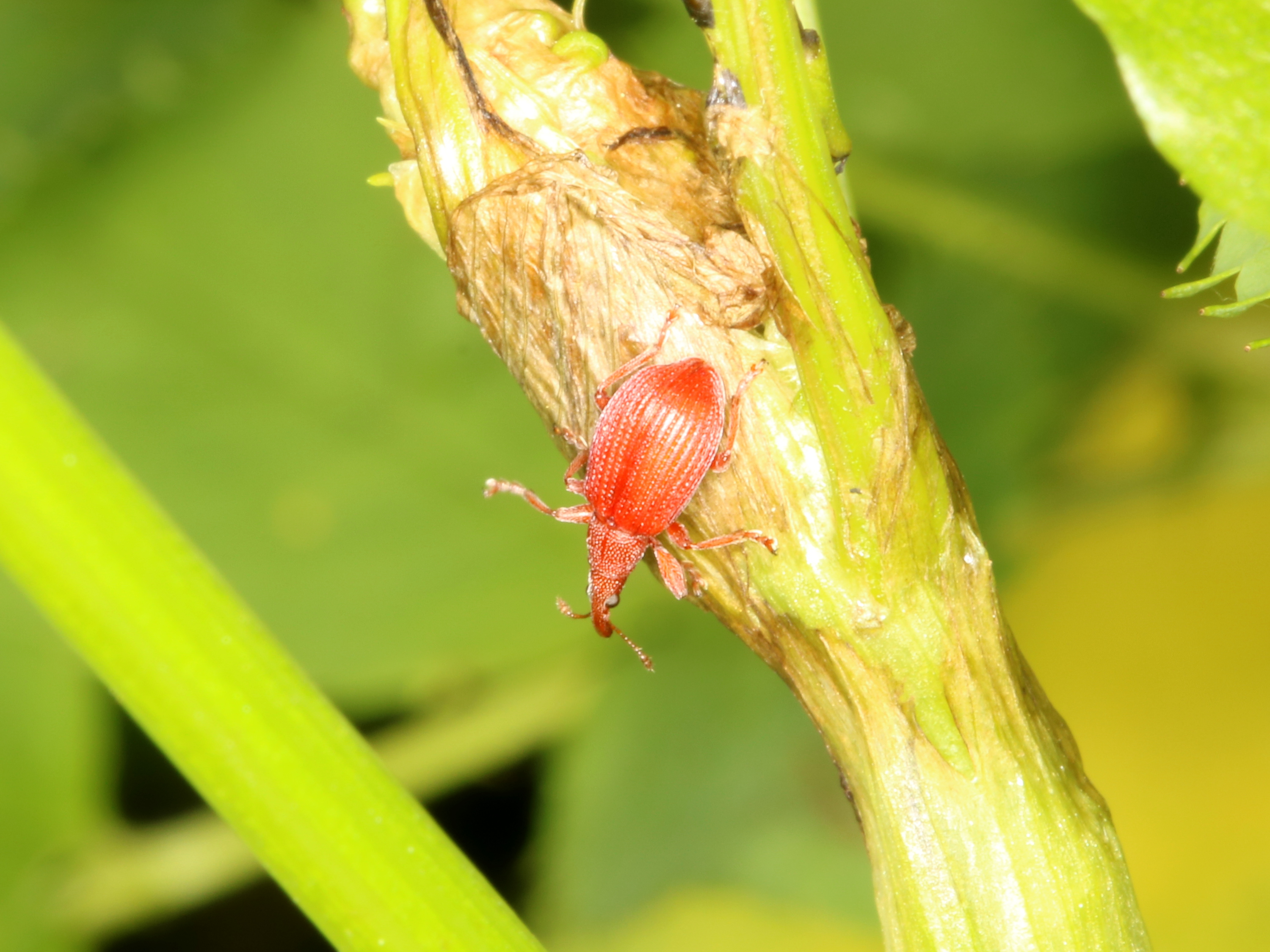
Menierood zuringspitsmuisje op een zuring
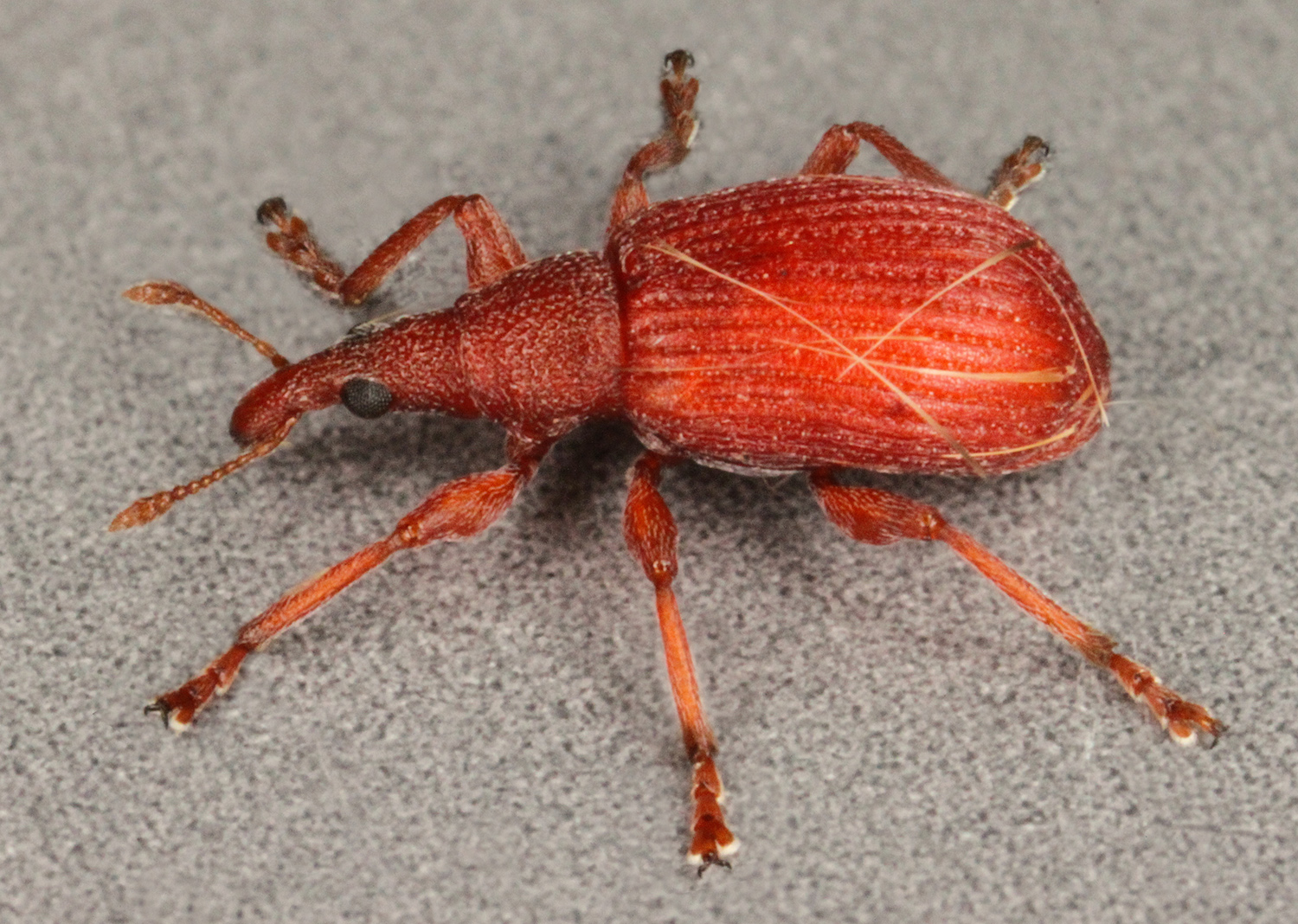
Zijaanzicht
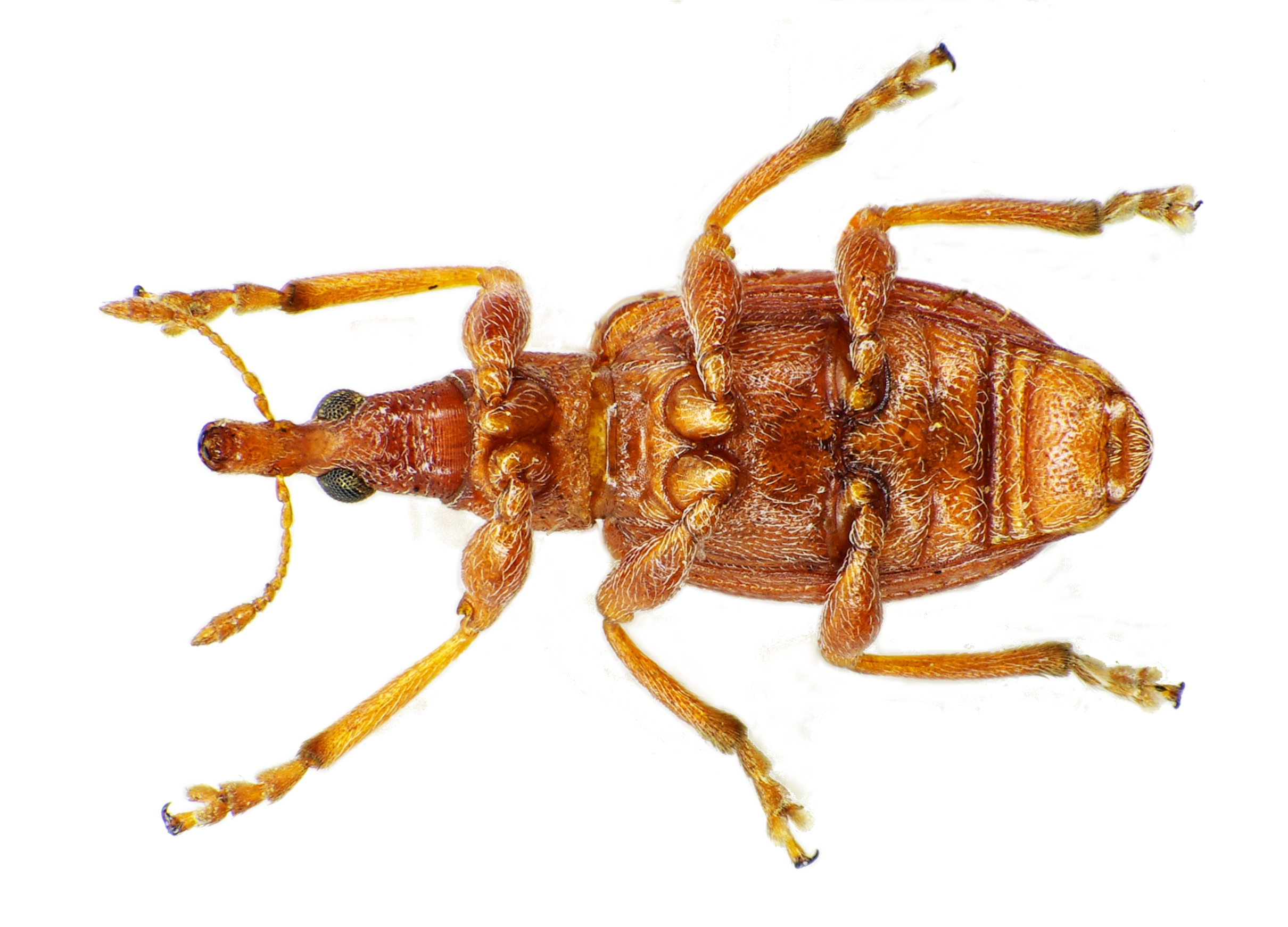
Onderaanzicht